# Club Deportivo Coslada
El Club Deportivo Coslada és un club de futbol espanyol amb seu a Coslada, a la Comunitat de Madrid. Fundat l'any 1972, juga a Preferent al Nivell 6 de la piràmide del futbol espanyol, celebrant els partits a casa a l'Estadi Municipal El Olivo, amb una capacitat de 2.500 seients.

## Temporada a temporada
| Temporada | Tier | Divisió       | Posició | Copa del Rei |
| --------- | ---- | ------------- | ------- | ------------ |
| 1973/74   | 8    | 3a Categoría  | 2n      |              |
| 1974/75   | 8    | 3a Categoría  | 2n      |              |
| 1975/76   | 7    | 3a Cat. Pref. | 19è     |              |
| 1976/77   | 8    | 3a Categoría  | 10è     |              |
| 1977/78   | 9    | 3a Categoría  | 8è      |              |
| 1978/79   | 9    | 3a Categoría  | 2n      |              |
| 1979/80   | 8    | 3a Cat. Pref. | 7è      |              |
| 1980/81   | 8    | 3a Cat. Pref. | 6è      |              |
| 1981/82   | 8    | 3a Cat. Pref. | 3r      |              |
| 1982/83   | 7    | 2a Categoría  | 3r      |              |
| 1983/84   | 6    | 1a Categoría  | 1r      |              |
| 1984/85   | 5    | Preferente    | 11è     |              |
| 1985/86   | 5    | Preferente    | 10è     |              |
| 1986/87   | 5    | Preferente    | 6è      |              |
| 1987/88   | 4    | 3a            | 18è     |              |
| 1988/89   | 5    | Preferente    | 4t      |              |
| 1989/90   | 5    | Preferente    | 5è      |              |
| 1990/91   | 5    | Preferente    | 11è     |              |
| 1991/92   | 5    | Preferente    | 7è      |              |
| 1992/93   | 5    | Preferente    | 2n      |              |
| 1993/94   | 5    | Preferente    | 3r      |              |

| Temporada | Tier | Divisió    | Posició | Copa del Rei      |
| --------- | ---- | ---------- | ------- | ----------------- |
| 1994/95   | 4    | 3a         | 18è     |                   |
| 1995/96   | 4    | 3a         | 16è     |                   |
| 1996/97   | 4    | 3a         | 15è     |                   |
| 1997/98   | 4    | 3a         | 9è      |                   |
| 1998/99   | 4    | 3a         | 3r      |                   |
| 1999/00   | 4    | 3a         | 1r      |                   |
| 2000/01   | 4    | 3a         | 8è      | Preliminary round |
| 2001/02   | 4    | 3a         | 19è     |                   |
| 2002/03   | 5    | Preferente | 3r      |                   |
| 2003/04   | 4    | 3a         | 18è     |                   |
| 2004/05   | 5    | Preferente | 2n      |                   |
| 2005/06   | 4    | 3a         | 10è     |                   |
| 2006/07   | 4    | 3a         | 18è     |                   |
| 2007/08   | 5    | Preferente | 12è     |                   |
| 2008/09   | 5    | Preferente | 4t      |                   |
| 2009/10   | 5    | Preferente | 3r      |                   |
| 2010/11   | 4    | 3a         | 20è     |                   |
| 2011/12   | 5    | Preferente | 10è     |                   |
| 2012/13   | 5    | Preferente | 11è     |                   |
| 2013/14   | 5    | Preferente | 12è     |                   |
| 2014/15   | 5    | Preferente | 7è      |                   |
| 2015/16   | 5    | Preferente | 6è      |                   |
| 2016/17   | 5    | Preferente | 5è      |                   |
| 2017/18   | 5    | Preferente | 9è      |                   |
| 2018/19   | 5    | Preferente | 10è     |                   |
| 2019/20   | 5    | Preferente | 8è      |                   |

- 13 temporades a Tercera Divisió